# Pembroke’s Men
The Earl of Pembroke’s Men waren ein Theaterensemble des Elisabethanischen Theaters. Sie arbeiteten unter der Patronage von Henry Herbert, 2. Earl of Pembroke. Frühe und uneindeutige Erwähnungen einer „Pembroke’s company“ reichen zurück bis 1575; gesichert aber ist ihre Existenz ab 1592. In diesem Jahr wurde eine finanzielle Mindestbeteiligung an ihrer Theatertruppe mit £80 bewertet. Das war mehr als William Shakespeare fünf Jahre später für sein Haus New Place in Stratford-upon-Avon zahlte.

## Shakespeare
Einige nehmen an, dass Shakespeare in den frühen 1590er Jahren einige Zeit als Dramenschreiber und Schauspieler bei den Pembroke’s Men zubrachte. Zwei der frühesten Quarto-Veröffentlichungen einzelner Stücke Shakespeares sind mit dieser Company verbunden: die Titelseite der frühesten Fassung von Heinrich VI., Teil 3 (1595) besagt, dass das Stück von den Pembroke’s Men aufgeführt wurde, während die Titelseite des Q1 von Titus Andronicus (1594) belegt, dass jenes Stück von drei Theaterensembles auf die Bühne gebracht wurde – den Pembroke’s Men, den Lord Strange’s Men und den Sussex’s Men. Die Erwähnung gleich dreier Schauspielkomppanien ist eher unüblich, jedoch waren die frühen 1590er Jahre eine schwierige Zeit für Berufsschauspieler. Etliche Ausbrüche der Beulenpest erzwangen Aufführungsverbote in und um London; so waren die Schauspieler gezwungen durch die englischen und schottischen Provinzen zu touren. Dabei teilten sie sich gelegentlich auf, vereinigten sich neu und taten so alles, was notwendig war, um weiter zu existieren.

## Schwere Zeiten
Die Theaterkompanie trat (gesichert) ab 1592 unter Namen und Patronage des Earl of Pembroke auf und tourte in jenem Jahr erstmals über das Land. Es wird allgemein angenommen, dass sich die Truppe dereinst aus Mitgliedern der Lord Strange’s Men und Admiral’s Men formte. Zwei Kompanien, die 1591 zusammen an Philip Henslowes Theater The Rose arbeiteten. Ein Schutzherr wie Pembroke war für Schauspieler in jener Zeit sehr wichtig. Als die elisabethanischen Armengesetze mit einem Gesetz von 1572 geändert wurden, veränderte sich die Situation von reisenden Schauspielern: Wer keine Patronage durch einen Adligen besaß, konnte als Vagabund eingestuft und mit einer Reihe von Strafen belegt werden. Hingegen waren jedoch diejenigen, die sich eines solchen Schutzes erfreuten, rechtlich sicherer als zuvor. Die Tournee der Pembroke’s Men dauerte 10 Monate und war ein finanzieller Misserfolg. Eine anschließende Tournee im Jahr darauf, u. a. mit Stücken wie dem dritten Teil von Heinrich VI., Christopher Marlowes Eduard II. und Der Widerspenstigen Zähmung (eine von der uns heute bekannten Version abweichende Fassung), war ebenfalls eine Enttäuschung; so erwähnte Henslowe im September 1593 in einem Brief an Edward Alleyn, dass die Pembroke’s Men von ihrer letzten fünf- bis sechswöchigen Tour zurückkehrten und ihre Kostüme verpfänden mussten. Die Schauspieler kämpften sich jedoch durch und bereisten 1595 und 1596 erneut die Provinzen.

## The Isle of Dogs
1597 erreichten die Pembroke’s Men den Höhepunkt ihres Ruhmes, welcher eher ein großer, landesweiter Skandal war. Im Februar jenes Jahres unterschrieben sie einen Exklusivvertrag mit dem Theaterbesitzer Francis Langley, der sie an sein neu errichtetes Swan Theatre verpflichtete. Verstärkt wurde das Ensemble durch die Schauspieler Thomas Downton und Richard Jones von den Admiral’s Men. Die Spielzeit begann im Frühjahr und Frühsommer und verlief, so weit bekannt, ohne jeden Zwischenfall; dann aber brachten sie im Juli das Stück The Isle of Dogs von Thomas Nashe und Ben Jonson auf die Bühne. Etwas in diesem, heute verschollenen, Theaterstück erregte das Missfallen des Privy Council, denn in dessen ersten Reaktion auf das „lewd plaie full of seditious and slanderous matter“ („unzüchtiges Stück, voller aufrührerischer und beleidigenden Themen“) wurde angeordnet, dass alle Theater Londons für den Rest des Sommers zu schließen hatten. Ben Jonson und zwei weitere Schauspieler der Besetzung, Robert Shaw und Gabriel Spencer, wurden bis zum 3. Oktober in das Gefängnis Marshalsea gesteckt; Thomas Nashe konnte zuvor nach Great Yarmouth in Norfolk fliehen. In den Unterlagen zum Fall ist angegeben, dass Jonson nicht nur Co-Autor des Stücks, sondern auch Mitglied der Besetzung war; einer der wenigen Belege für Jonsons frühes Wirken in leitenden Theaterfunktionen.
Als der Sommer vorüber war, wurden allen Theatern erlaubt, wieder zu spielen. Nur Langleys Swan blieb geschlossen, da das Privy Council unter Robert Cecil noch ein Eigentumsdelikt (ein mutmaßlich weiterverkaufter, gestohlener Diamant) bei Langley untersuchte und daher entschied seinem Theater keine Spiellizenz mehr zu erteilen. Dennoch brachte er im Swan, trotz Untersagung, doch noch Aufführungen auf die Bühne, welche aber derart unregelmäßig waren, dass das auskömmliche Einkommen aller Beteiligten nicht gesichert werden konnte. Das brachte die Pembroke’s Men in eine schwierige Situation, denn sie waren vertraglich an das Swan gebunden, durften aber kaum spielen. Unter diesem Dilemma zerbrach die Kompanie: Jones und Downton kehrten zu den Admiral’s Men zurück und drei weitere Mitglieder, William Borne, Shaw und Spencer, folgten ihnen. Möglicherweise haben sie auch einige der Skripte mitgenommen; Titel wie etwa Dido and Aeneas, plus Hardicanute, Black Joan, Friar Spendleton, Alice Pierce, und andere.
Langley verklagte sie auf Vertragsbruch; aber offensichtlich kam es hier möglicherweise zu einer Einigung mit Henslowe, dem Theaterbesitzer, bei dessen Theaterensemble die fünf Abtrünnigen nun spielten. Der verbliebene Rest der Pembroke’s Men, sicherlich verstärkt mit neuen Schauspielern, tourte noch von Ende 1597 bis 1599 durch die Provinzen. Nach zwei erfolglosen Aufführungen im Oktober 1600 am Rose Theatre, verschwanden sie jedoch aus den Aufzeichnungen; einige der Beteiligten könnten bei den Worcester’s Men untergekommen sein. Langley starb ein Jahr nach dem Ende seiner Theatertruppe, im Januar 1602.